# Betonoskop
Betonoskop – rodzaj urządzenia, które służy do określania właściwości betonu przez pomiar prędkości rozchodzenia się w nim fali ultradźwiękowej. Podczas badań wykorzystuje się ultradźwięki o częstotliwościach np. 24 kHz, 37 kHz, 54 kHz (jako typowych), oraz 82 kHz i 150 kHz.

## Zastosowanie
Betonoskopy pozwalają określić:
- jednorodność betonu,
- głębokość pęknięć betonu,
- stopień sprężenia betonu w połączeniu z badaniem młotkiem Schmidta,
- pośrednio szacowany moduł sprężystości i współczynnik Poissona zgodnie z normą EN 12504-4:2004[1].